# Batterie du Ravin-de-Bouviers
Ne doit pas être confondue avec la batterie de Bouviers située non loin
La batterie du Ravin-de-Bouviers est située sur le plateau de Satory dans la commune de Versailles, dans les Yvelines. C'est une ancienne batterie militaire construite en 1879.

## Géographie
La batterie est implantée dans l'actuelle forêt de Versailles, sur le bord sud du plateau de Satory en limite du secteur militaire, au-dessus du lac du Moulin à Renard et  à une centaine de mètres de la limite avec la commune de Guyancourt. La batterie est construite sur l'emprise de l'aqueduc situé entre l'étang de Saint-Quentin et Versailles construit sous Louis XIV. Certaines traverses s'appuient sur les structures de l'aqueduc.

## Historique

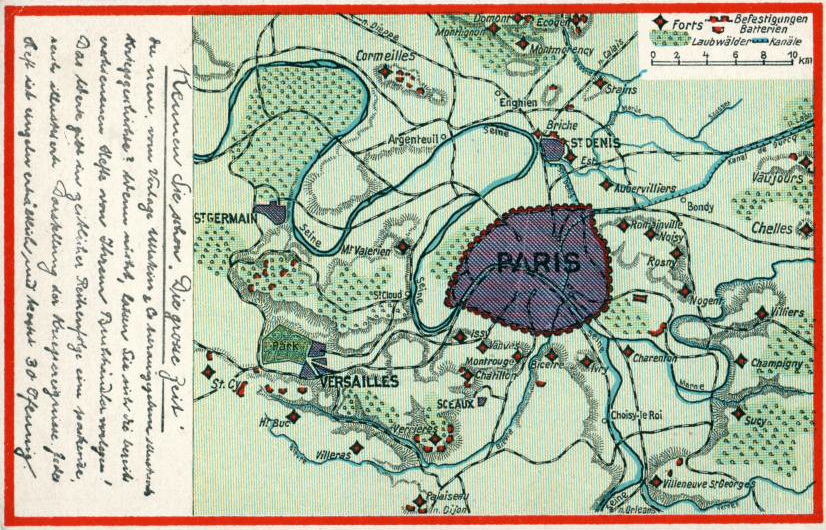
Carte postale allemande du système défensif de Paris

En 1870, la France est en partie occupée par les armées prussiennes. À la suite de cette défaite, on met en place le système Séré de Rivières qui permet notamment la construction de fortifications pour défendre Paris. Au total, ce sont 18 forts, 5 redoutes et 34 batteries qui ont été construits entre 1874 et 1881.
C'est dans ce cadre que la batterie du Ravin-de-Bouviers a été construite en 1879, sur un site dominant la vallée de la Bièvre en limite du plateau de Satory sur le territoire de la ville de Versailles, à environ une centaine de mètres du lieu-dit « le ravin de Bouviers » marquant la limite communale avec Guyancourt.
La batterie du Ravin-de-Bouviers fait partie d'un ensemble composé de deux forts, le fort de Villeras situé à Saclay et le fort du Haut-Buc, avec cinq ouvrages périphériques : la batterie de la Porte du Désert, aujourd'hui détruite, la batterie de la station de St-Cyr, en partie détruite, la batterie de Bouviers, l'ouvrage des Docks et la batterie du Ravin-de-Bouviers.

## Description

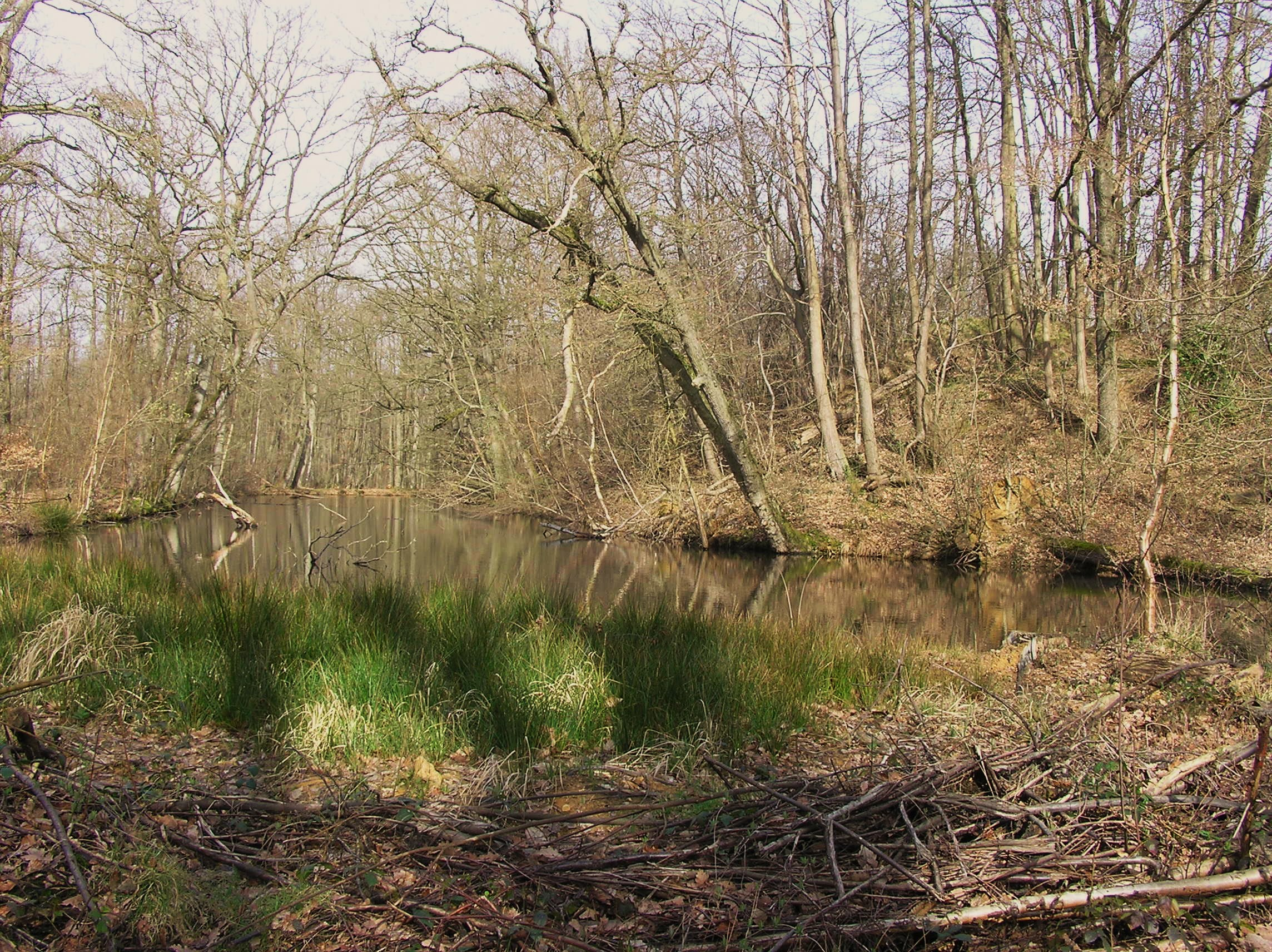
Étang du Fer à cheval.

La batterie présente une organisation atypique. Elle est constituée de six traverses, orientées vers le plateau de Satory. Ainsi sa fonction était d'interdire le passage de troupes par ce plateau.
La partie arrière de la batterie était protégée par un étang artificiel, ceinturant  les traverses, en forme de fer à cheval.
La gorge était libre, sans protection si ce n'est des douves qui « ferment » le fer à cheval. Ces traverses pouvaient servir d'abri pour les servants des pièces d'artillerie et de magasin de stockage et étaient recouvert d'un épais talus de terre.
Les bâtiments isolés dans la forêt sont abandonnés et en voie d'être détruits par la végétation et des squatters. En mars 2008, 4 traverses sont partiellement écroulées et 2 restent en bon état de conservation.

### Dossier photographique

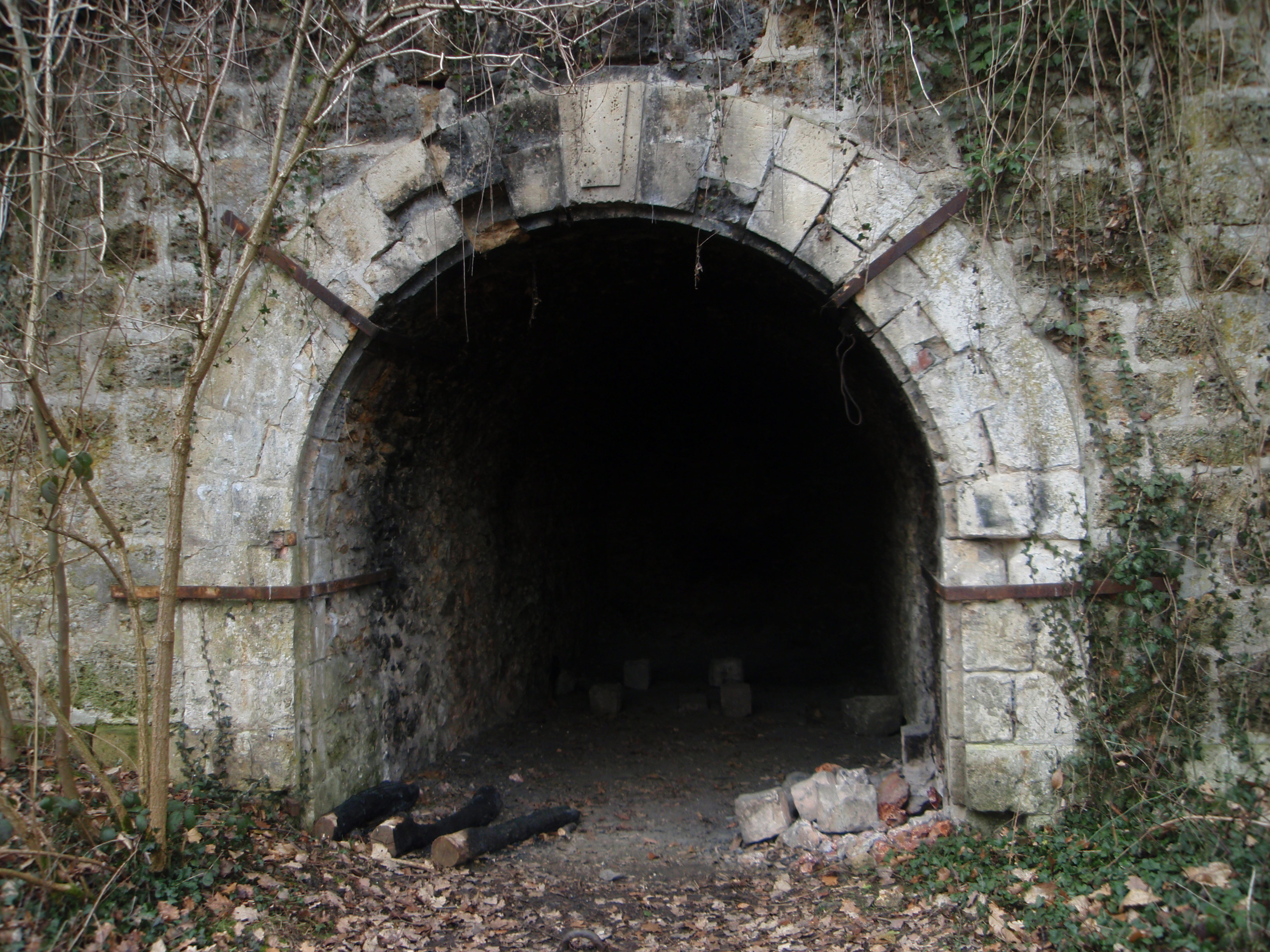
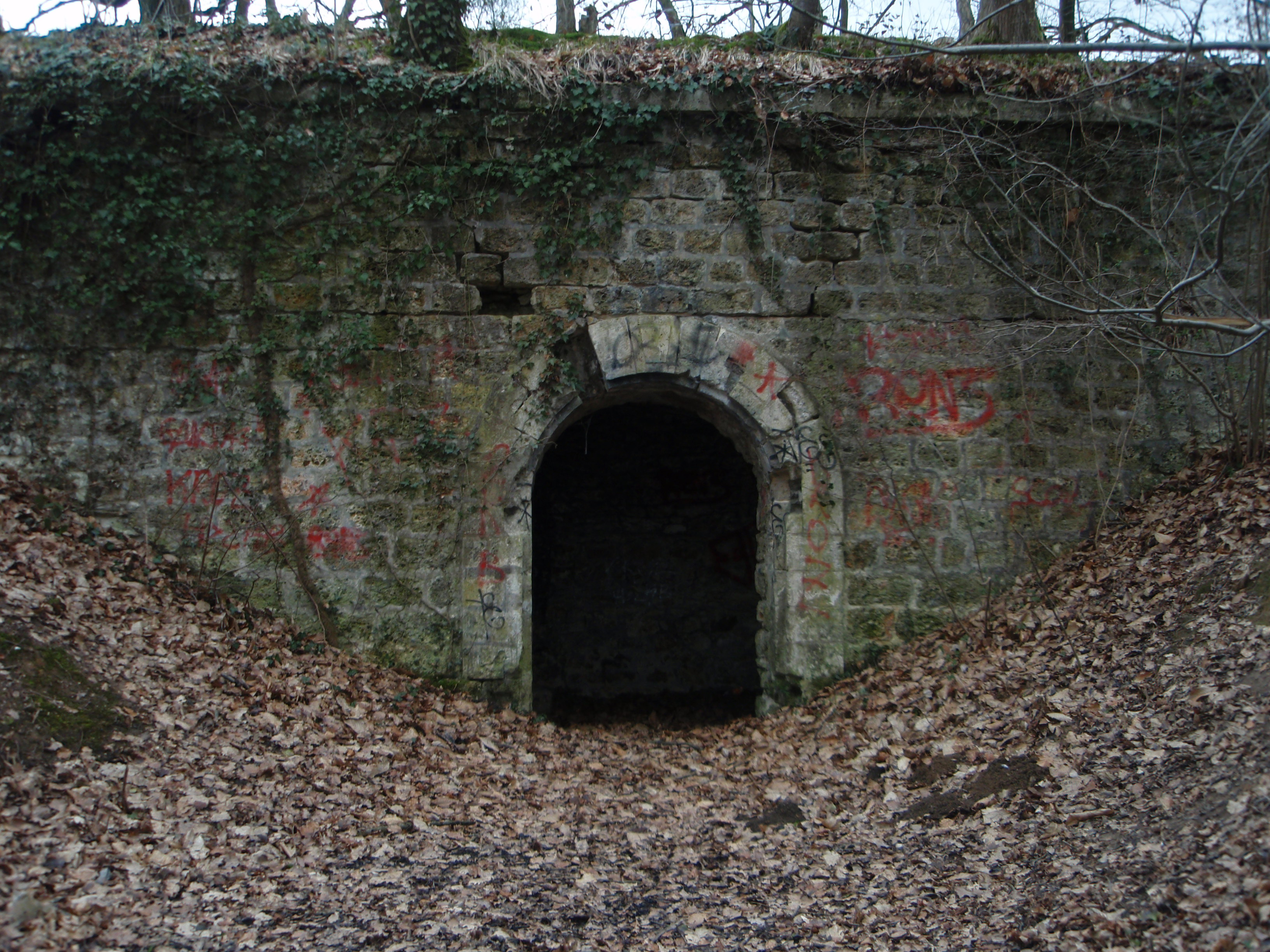
Une ouverture côté nord-est sous un épais talus de terre.
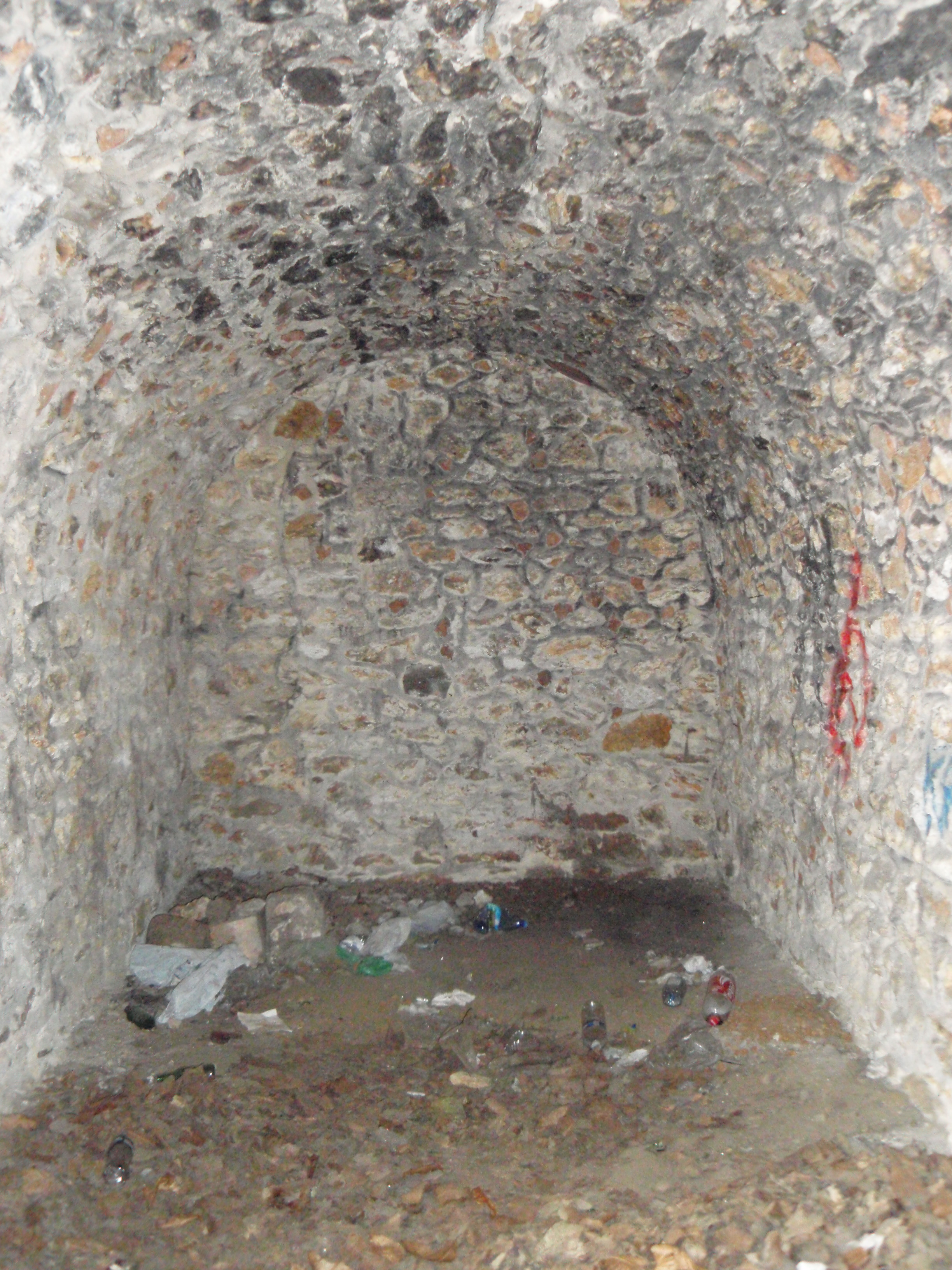
Intérieur d'une des traverses.

## À voir